# Bonifacio
Bonifacio (korziško Bunifaziu) je naselje in občina v francoskem departmaju Corse-du-Sud regije - otoka Korzike. Leta 2009 je naselje imelo 2.919 prebivalcev.

## Geografija
Bonifacio leži na skrajnem jugu Korzike in severni obali Bonifacijskega preliva, ki ločuje Korziko in Sardinijo. Mesto je zgrajeno na koncu globokega fjorda, ki je najboljše in edino pristanišče na jugu Korzike. Občina Bonifacio na severozahodu meji na kanton Fifari in na severovzhodu na kanton Porto-Vecchio. Meja občine poteka približno od zaliva  Golfe de Ventilegne na zahodu do zaliva Golfu di Sant'Amanza na vzhodu. Obala med omenjenima točkama je dolga okrog 75 km. Proti severu vodita dve avtocesti: N198 po vzhodni in N196 po zahodni obali otoka.
Otočje Lavezzi leži v francoskem delu morskega naravnega rezervata Bouches de Bonifacio (Bonifacijski preliv), ki si ga Francija od leta 1993  deli z Italijo in meri 794,6 km2.  V prelivu je bil najprej prepovedan samo  prevoz nevarnih snovi, leta 1999 pa so natančno določili meje parka in v zaščito vključili divje ptice, ribe in druge živali in rastline in naravo kot tako.
Južna obala Korzike v okolici Bonifacia je zgrajena iz belega sedimentnega krednega apnenca, iz katerega je narava izklesala nenavadne skulpture. Malo bolj proti severu apnenec zamenja granit iz katerega sta zgrajena Korzika in Sardinija. Pristanišče Bonifacio je zgrajeno v zalivu Bonifacio, ki je podoben fjordu. Na jugu ga od odprtega morja ločuje 1500 m dolg in 200 m širok rt. V prazgodovini je bila gladina morja nižja in Sardinija in Korzika sta bili med seboj povezani s kopnom, zaliv Bonifacio pa je bil del doline, ki je peljala proti korziškemu višavju. Voda v zalivu je globoka okrog 3,5 m, kar je bilo več kot dovolj za stare ladje in manjša sodobna plovila. 
Mesto Bonifacio je sestavljeno iz dveh delov: Vieille ville (Staro mesto) in Haute Ville (Gornje mesto), ki je zgrajeno na rtu znotraj citadele. Citadela je bila zgrajena v 9. stoletju, ko je bilo ustanovljeno mesto. Kasneje je bila večkrat prezidana in obnovljena in je bila do pred kratkim administrativno središče francoske tujske legije. Danes je muzej. Večina prebivalcev je včasih živela v Haute ville, kjer so bili dobro zavarovani pred sovražnikom. Marina in novejši deli mesta so zgrajeni na ravnici na koncu zaliva. 
Zgornji del mesta in del obzidja so zgrajeni na vrhu pečine kakšnih 70 metrov nad morjem. Pečino je spodjedlo morje, tako da izgleda, da so zgradbe na samem robu pečine zgrajene na previsu. 

## Uprava
Bonifacio je sedež istoimenskega kantona, vključenega v okrožje Sartène. Pod ozemlje občine spada otočje Lavezzi, skupina majhnih granitnih otočkov v Bonifacijskem prelivu.

## Zgodovina

### Prazgodovinsko obdobje
V bližini mesta sta dve pomembni prazgodovinski najdišči: staro jamsko zavetišče Araguina-Sennola pri vasi Capello ob cesti N96 malo severno od Bonifacia in grobišče Vasculacciu, ki je še malo bolj severno v bližini Figarija. Araguina-Sennola je žensko grobišče in  najdišče znamenite Bonifacijske gospe. Grobišče je iz leta okrog 6570 pred n. št. in spada v pozni mezolitik ali zgodnji neolitik. Drugo najdišče pripada megalitski kulturi srednjega neolitika. Razporeditev obeh najdišč in široka raba kremena iz kamnolomov na Monte Arci na Sardiniji kaže na to, da je bil Bonifacijskem zaliv že v prazgodovini izhodišče poti v notranjost Korzike. 

### Rimsko obdobje
Edini zapis iz rimskega obdobja o skrajnem jugu Korzike je delo geografa Ptolemaja.  Ptolemaj je zapisal koordinate Rta Marianum in samega mesta, ki sta na karti vrisana na skrajnem jugu Korzike. Pri naštevanju ljudstev z vzhodne obale otoka omenja, da so Subasani (antični Grki Soubasanoi) "še bolj proti jugu".
Kasneje se niti mesto niti rt nista  več omenjala in do njiju ni peljala nobena rimska cesta. Edina uradna cesta, Via Corsica, je povezovala rimska tabora Mariana in Aleria na vzhodni obali in je segala na jug do Pallasa (Antoninijev itinerar).  Poti in ceste so verjetno vodile še bolj proti jugu, vendar za Rimljane očitno niso bile kdove kako pomembne. 
Pomorski promet preko Bonifacijskega preliva med Sardinijo in Korziko je bil mnogo bolj pomemben od cestnega prometa, zato je imelo odlično pristanišče v Bonifaciju zelo pomembno vlogo. Ptolemajev Rt Marianum je zato verjetno današnji Cap Pertusato na skrajnem jugu Korzike, kakšnih 9 km vzhodno od pristanišča, mesto Marianum pa je verjetno mesto Bonifacio.
Možno je tudi, da so Marianum rimske ruševine iz 1. stoletja n. št. na bližnji peščini Piantarella pri vasi Ciappili zahodno od Bonifacia. Ruševine so verjetno ostanki rimske vile. Ker je obala na tistem mestu zelo primerna za rekreacijo, za pristanišče pa sploh ne, je vila verjetno pripadala kakšnemu bogatemu meščanu Bonifacija oziroma Marianuma.

### Toskansko obdobje
Korziko je leta 469 zavzel vandalski kralj Gejzerik, leta 534 pa je ponovno pripadla (Vzhodnemu) Rimskemu cesarstvu. Leta 725 so jo zasedli Langobardi, katere je leta 774 pregnal Karel Veliki in otok predal papežu Hadrijanu I., ki se je najbolj pritoževal nad germanskim pustošenjem otoka. Leta 806 so otok začeli naskakovati Mavri iz Španije in ga za nekaj časa tudi obdržali, dokler ni papež leta 828 obrambo Korzike prepustil mejnemu grofu Toskane, močne države Svetege rimskega cesarstva, ki je uradno spadala v Italijansko kraljestvo.
Današnje mesto je bilo ustanovljeno kot trdnjava, ki so jo leta 828 poimenovali po Bonifaciju II. Toskanskemu. Bonifacij II. je vodil pomorsko odpravo proti Saracenom v Severni Afriki in na povratku zgradil neosvojivo trdnjavo in pomorsko oporišče, od koder bi Toskana lahko branila svoje najbolj zahodne meje. Večji del sedanje citadele naj bi bil zgrajen v 9. stoletju in kasneje, okrogli stolp Il Torrione, ki stoji na najvišjem delu citadele, pa je prav gotovo del prvotne citadele iz 9. stoletja. 

## Zanimivosti
V bližini je nekaj lepih plaž, ki so poleti priljubljene turistične destinacije, in dva genoveška stolpa: Torra di Sant' Amanza in Torra di Sponsaglia.

## Slavni meščani
V Bonifaciju sta bila rojena:
- Tommaso Maria Zigliara (1833-1893), rimskokatoliški kardinal, teolog in filozof in
- filmska zvezda Marie-José Nat.

## Pobratena mesta
- Morzine (Haute-Savoie);